# Славошка
Славошка (слч. Slavoška) насељено је мјесто са административним статусом сеоске општине (слч. obec) у округу Рожњава, у Кошичком крају, Словачка Република.

## Становништво
| Година:    | 1994. | 2004.   | 2014.   | 2024.   |
| ---------- | ----- | ------- | ------- | ------- |
| Број људи: | 130   | 123     | 132     | 139     |
| Разлика:   |       | -5,38 % | +7,31 % | +5,30 % |

| Година:    | 2023. | 2024.   |
| ---------- | ----- | ------- |
| Број људи: | 135   | 139     |
| Разлика:   |       | +2,96 % |

Према подацима о броју становника из 2011. године насеље је имало 129 становника.